# Бульвар Новаторов
Бульвар Нова́торов — бульвар в Кировском районе Санкт-Петербурга. Проходит от Автомобильной улицы до улицы Танкиста Хрустицкого. Протяжённость — 2390 м.

## История
Наименован 16 января 1964 года, как указано в решении, «в честь новаторов в области производства, науки и искусства».
Первоначально бульвар шёл от Трамвайного проспекта до улицы Подводника Кузьмина. Около 1966 года был продлён до улицы III Интернационала (современный Дачный проспект), в 1970 году — до улицы Танкиста Хрустицкого. 20 июля 2010 года продлён от Трамвайного проспекта до Автомобильной улицы.

## География
Начинается бульвар небольшим проездом рядом с остатками закрытой станции метро «Дачное». Далее, большая часть бульвара как магистрали представляет собой две проезжие части, разделённые широкой зелёной зоной. На пересечении с улицей Подводника Кузьмина они объединяются в одну. Завершается бульвар Новаторов сквером (пересечение с улицей Танкиста Хрустицкого).

## Здания и сооружения
Нечётная сторона:

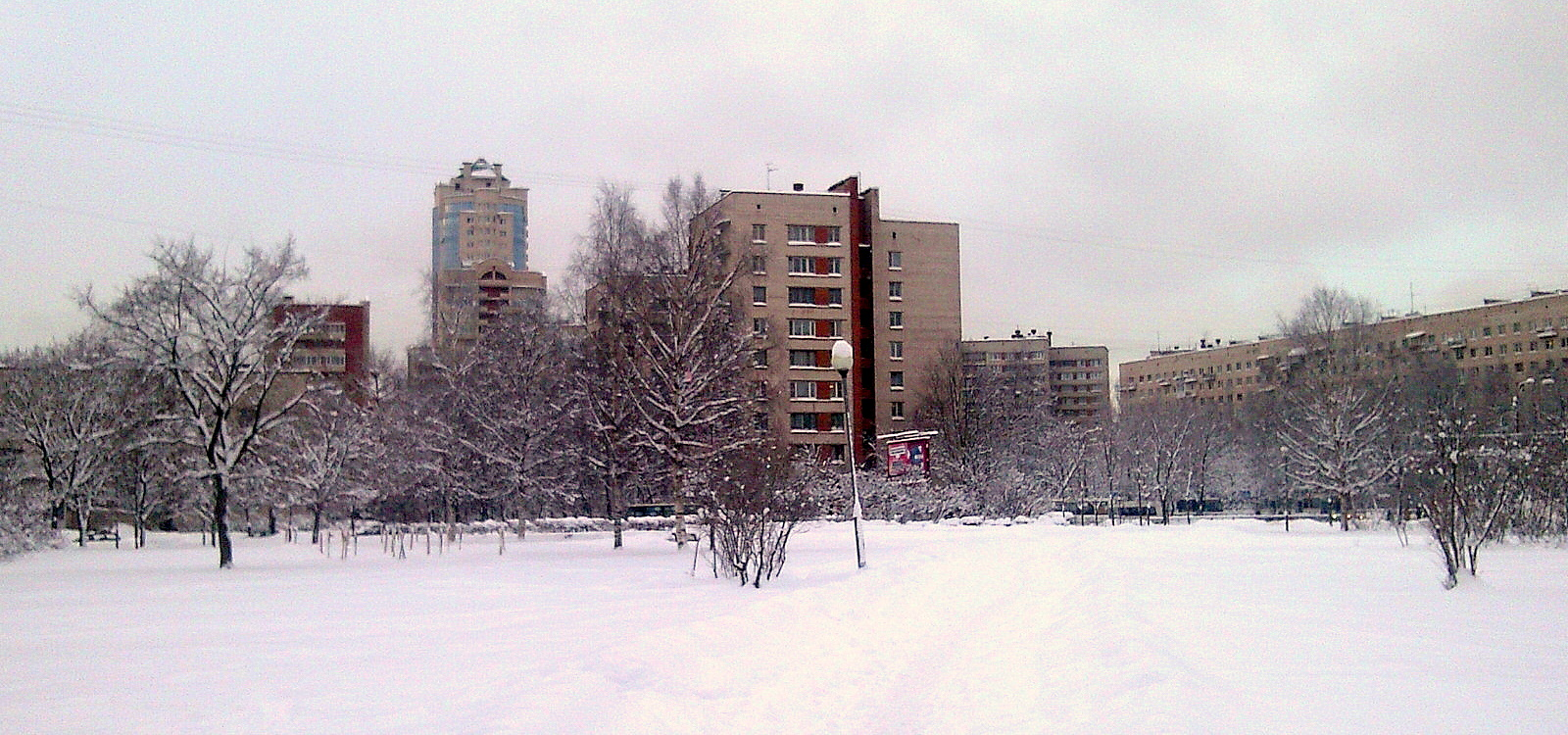
Сквер на пересечении бульвара с проспектом Ветеранов и улицей Танкиста Хрустицкого

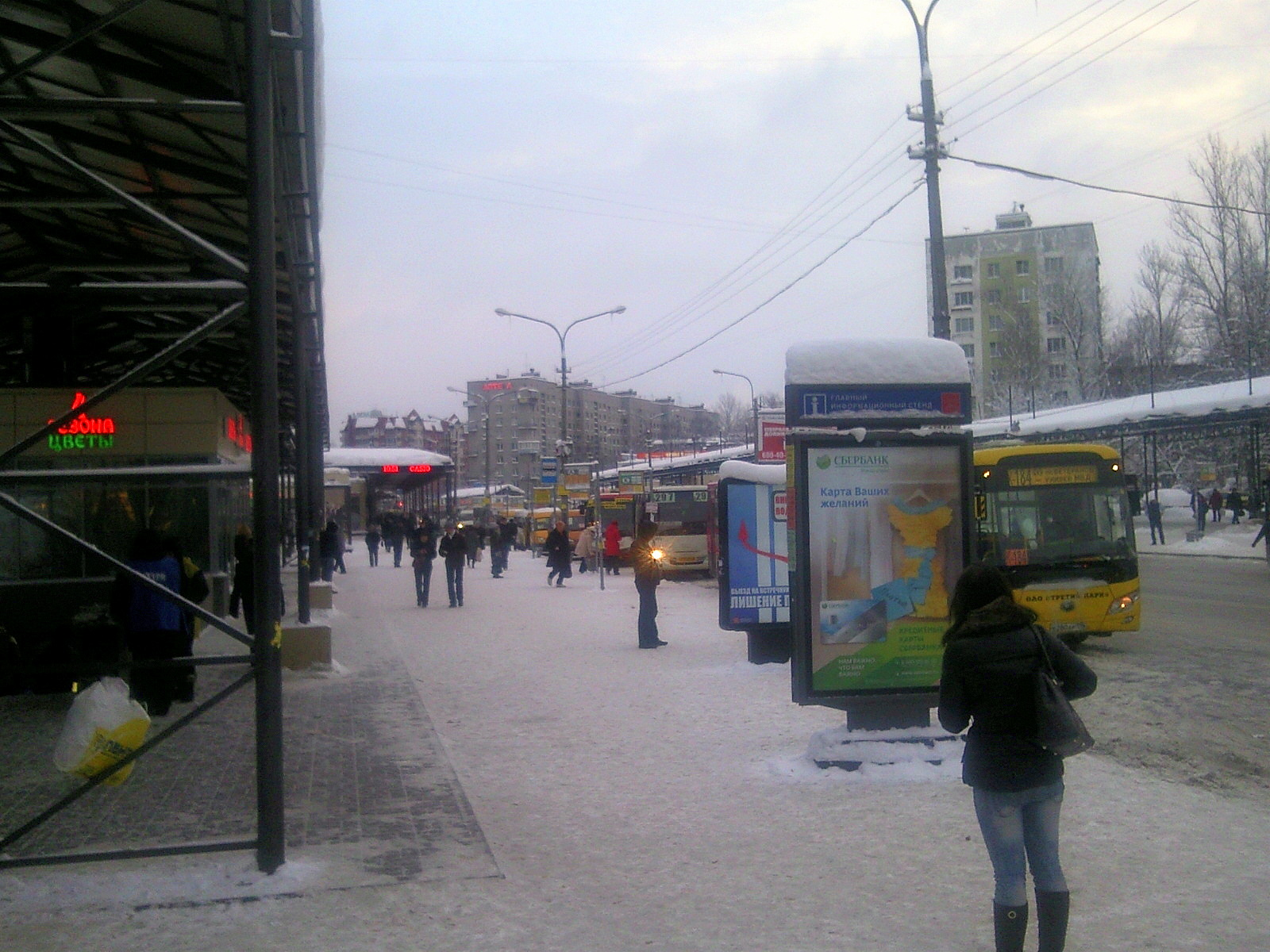
Остановочный комплекс возле станции метро «Проспект Ветеранов»

- д. 7 — ГДОУ Детский сад № 10 Кировского района
- д. 11/2 — ТЦ «Французский бульвар»
- д. 15 — ГДОУ Детский сад № 15 Кировского района
- д. 43 — ГОУ Школа № 504 Кировского района
- Торговые точки

Чётная сторона:
- д. 12 — ГОУСОШ Школа № 658 Кировского района
- д. 32 — ранее кинотеатр «Нарвский», в настоящее время — фитнес-комплекс
- д. 40:

1. ГОУСОШ Школа № 538 Кировского района
2. «Кавалера-Клуб» ЦФКиС «Нарвская Застава»

- д. 42 — ГДОУ Детский сад № 42 Кировского района
- д. 74 — ГДОУ Детский сад № 24 Кировского района
- д. 98 — торговый комплекс

## Транспорт
На пересечении с Дачным проспектом:
- Метро: «Проспект Ветеранов»
- Маршрутные такси: № 105А, 486В, 631, 635, 639Б, 650А, 650В
- Автобусы: № 52, 68, 68А, 81, 82Э, 88, 89, 103, 160, 162, 181, 195, 203, 241, 242, 256, 265, 284, 329, 343Э, 345, 486, 632, 632А
- Ж/д платформы: «Дачное» (1040 м)

На пересечении с Ленинским проспектом:
- Метро: «Ленинский проспект»
- Автобусы: № 18, 26, 73, 114, 130, 142, 226, 243, 246, 256, 333, 639А
- Троллейбусы: № 29, 32, 35, 45, 46
- Ж/д платформы: Ленинский проспект (1150 м)

## Пересечения
С северо-востока на юго-запад (по нумерации домов):
- Автомобильная улица
- Трамвайный проспект
- Ленинский проспект
- Счастливая улица
- улица Подводника Кузьмина
- Дачный проспект
- улица Танкиста Хрустицкого